# Henrik Dalsgaard
Henrik Dalsgaard (Tønder, 27 luglio 1989) è un calciatore danese, difensore dell'Aarhus.

## Carriera

### Nazionale
Viene convocato per i Mondiali 2018, durante i quali scende in campo in tutte e quattro le partite giocate dai danesi, eliminati ai rigori allo stadio degli ottavi di finale dalla Croazia.
Il 26 marzo 2019, alla 21ª presenza, segna la sua prima rete in nazionale segnando al 94º il definitivo 3-3 nella clamorosa rimonta dei danesi contro la Svizzera, completando la rimonta degli scandinavi che fino all'84º erano sotto per 3-0.

## Statistiche

### Cronologia presenze e reti in nazionale
| Cronologia completa delle presenze e delle reti in nazionale ― Danimarca | Cronologia completa delle presenze e delle reti in nazionale ― Danimarca | Cronologia completa delle presenze e delle reti in nazionale ― Danimarca | Cronologia completa delle presenze e delle reti in nazionale ― Danimarca | Cronologia completa delle presenze e delle reti in nazionale ― Danimarca | Cronologia completa delle presenze e delle reti in nazionale ― Danimarca | Cronologia completa delle presenze e delle reti in nazionale ― Danimarca | Cronologia completa delle presenze e delle reti in nazionale ― Danimarca |
| Data                                                                     | Città                                                                    | In casa                                                                  | Risultato                                                                | Ospiti                                                                   | Competizione                                                             | Reti                                                                     | Note                                                                     |
| ------------------------------------------------------------------------ | ------------------------------------------------------------------------ | ------------------------------------------------------------------------ | ------------------------------------------------------------------------ | ------------------------------------------------------------------------ | ------------------------------------------------------------------------ | ------------------------------------------------------------------------ | ------------------------------------------------------------------------ |
| 26-1-2013                                                                | Tucson                                                                   | Canada                                                                   | 0 – 4                                                                    | Danimarca                                                                | Amichevole                                                               | -                                                                        | 46’                                                                      |
| 24-3-2016                                                                | Herning                                                                  | Danimarca                                                                | 2 – 1                                                                    | Islanda                                                                  | Amichevole                                                               | -                                                                        |                                                                          |
| 29-3-2016                                                                | Glasgow                                                                  | Scozia                                                                   | 1 – 0                                                                    | Danimarca                                                                | Amichevole                                                               | -                                                                        |                                                                          |
| 3-6-2016                                                                 | Toyota                                                                   | Bosnia ed Erzegovina                                                     | 2 – 2 (4 – 3 dtr)                                                        | Danimarca                                                                | Kirin Cup                                                                | -                                                                        |                                                                          |
| 10-6-2017                                                                | Astana                                                                   | Kazakistan                                                               | 1 – 3                                                                    | Danimarca                                                                | Qual. Mondiali 2018                                                      | -                                                                        | 82’                                                                      |
| 1-9-2017                                                                 | Copenaghen                                                               | Danimarca                                                                | 4 – 0                                                                    | Polonia                                                                  | Qual. Mondiali 2018                                                      | -                                                                        |                                                                          |
| 4-9-2017                                                                 | Erevan                                                                   | Armenia                                                                  | 1 – 4                                                                    | Danimarca                                                                | Qual. Mondiali 2018                                                      | -                                                                        |                                                                          |
| 5-10-2017                                                                | Podgorica                                                                | Montenegro                                                               | 0 – 1                                                                    | Danimarca                                                                | Qual. Mondiali 2018                                                      | -                                                                        | 52’                                                                      |
| 8-10-2017                                                                | Copenaghen                                                               | Danimarca                                                                | 1 – 1                                                                    | Romania                                                                  | Qual. Mondiali 2018                                                      | -                                                                        |                                                                          |
| 22-3-2018                                                                | Brøndby                                                                  | Danimarca                                                                | 1 – 0                                                                    | Panama                                                                   | Amichevole                                                               | -                                                                        | 67’                                                                      |
| 2-6-2018                                                                 | Solna                                                                    | Svezia                                                                   | 0 – 0                                                                    | Danimarca                                                                | Amichevole                                                               | -                                                                        |                                                                          |
| 9-6-2018                                                                 | Brøndby                                                                  | Danimarca                                                                | 2 – 0                                                                    | Messico                                                                  | Amichevole                                                               | -                                                                        |                                                                          |
| 16-6-2018                                                                | Saransk                                                                  | Perù                                                                     | 0 – 1                                                                    | Danimarca                                                                | Mondiali 2018 - 1º turno                                                 | -                                                                        |                                                                          |
| 21-6-2018                                                                | Samara                                                                   | Danimarca                                                                | 1 – 1                                                                    | Australia                                                                | Mondiali 2018 - 1º turno                                                 | -                                                                        |                                                                          |
| 26-6-2018                                                                | Mosca                                                                    | Danimarca                                                                | 0 – 0                                                                    | Francia                                                                  | Mondiali 2018 - 1º turno                                                 | -                                                                        |                                                                          |
| 1-7-2018                                                                 | Nižnij Novgorod                                                          | Croazia                                                                  | 1 – 1 dts (3 – 2 dtr)                                                    | Danimarca                                                                | Mondiali 2018 - Ottavi di finale                                         | -                                                                        |                                                                          |
| 9-9-2018                                                                 | Aarhus                                                                   | Danimarca                                                                | 2 – 0                                                                    | Galles                                                                   | UEFA Nations League 2018-2019 - 1º turno                                 | -                                                                        |                                                                          |
| 13-10-2018                                                               | Dublino                                                                  | Irlanda                                                                  | 0 – 0                                                                    | Danimarca                                                                | UEFA Nations League 2018-2019 - 1º turno                                 | -                                                                        |                                                                          |
| 16-11-2018                                                               | Cardiff                                                                  | Galles                                                                   | 1 – 2                                                                    | Danimarca                                                                | UEFA Nations League 2018-2019 - 1º turno                                 | -                                                                        | 51’                                                                      |
| 21-3-2019                                                                | Pristina                                                                 | Kosovo                                                                   | 2 – 2                                                                    | Danimarca                                                                | Amichevole                                                               | -                                                                        | 46’                                                                      |
| 26-3-2019                                                                | Basilea                                                                  | Svizzera                                                                 | 3 – 3                                                                    | Danimarca                                                                | Qual. Euro 2020                                                          | 1                                                                        |                                                                          |
| 7-6-2019                                                                 | Copenaghen                                                               | Danimarca                                                                | 1 – 1                                                                    | Irlanda                                                                  | Qual. Euro 2020                                                          | -                                                                        |                                                                          |
| 8-9-2019                                                                 | Tbilisi                                                                  | Georgia                                                                  | 0 – 0                                                                    | Danimarca                                                                | Qual. Euro 2020                                                          | -                                                                        |                                                                          |
| 12-10-2019                                                               | Copenaghen                                                               | Danimarca                                                                | 1 – 0                                                                    | Svizzera                                                                 | Qual. Euro 2020                                                          | -                                                                        | 90+2’                                                                    |
| 15-10-2019                                                               | Aalborg                                                                  | Danimarca                                                                | 4 – 0                                                                    | Lussemburgo                                                              | Amichevole                                                               | -                                                                        | 67’                                                                      |
| 18-11-2019                                                               | Dublino                                                                  | Irlanda                                                                  | 1 – 1                                                                    | Danimarca                                                                | Qual. Euro 2020                                                          | -                                                                        |                                                                          |
| 7-10-2020                                                                | Herning                                                                  | Danimarca                                                                | 4 – 0                                                                    | Fær Øer                                                                  | Amichevole                                                               | -                                                                        | 46’                                                                      |
| Totale                                                                   |                                                                          | Presenze                                                                 | 27                                                                       |                                                                          | Reti                                                                     | 1                                                                        |                                                                          |

## Palmarès

### Club

#### Competizioni nazionali
- Coppa di Danimarca: 1

Midtjylland: 2021-2022
- Coppa del Belgio: 1

Zulte Waregem: 2016-2017
- Campionato danese: 1

Midtjylland: 2023-2024